# داش كسن (ميانة)
داش‌ كسن هي قرية في مقاطعة ميانة، إيران. عدد سكان هذه القرية هو 88 في سنة 2006.